# Мандамус
Мандамусът (от латински: mandamus, на български: ние заповядваме/ние командваме) в англосаксонската правна система е правоприложен акт - съдебно предписание, нещо като съдебна заповед, към длъжностно или друго лице да извърши действия, които е длъжен да изпълни по закон.
Мандамусът е правен способ за защита на човешките права и свободи.
Например, английският съд може използвайки mandamus да разпореди на полицията да освободи един затворник въз основа на Хабе́ас ко́рпус акт (на английски: Habeas Corpus Act).